# المعرفة الحرة
المعرفة الحرة هي المعرفة التي يمكن الحصول عليها وتفسيرها وتطبيقها بحرية. ويمكن إعادة صياغتها وفقا لحاجة الفرد ومشاركتها مع الآخرين من أجل مصلحة المجتمع.
المصطلح يشير إلى الحركة الثقافية للمعرفة الحرة مستوحى من مبادئ البرمجيات الحرة، ونجاح الإنتاج الجماعي في تطوير البرمجيات الحرة والموسوعة الحرة ويكيبيديا والاقتناع بأن المعرفة يجب أن تكون متاحة وقابلة للمشاركة بدون قيود.

## المعرفة الحرة
دعاة المعرفة الحرة يرون أن حرية المعرفة تحت الخطر بسبب محاولات تقييد أو التحكم بتبادل المعلومات (أو المعرفة المتاحة) على الإنترنت.
لأجل هذا السبب تعريف المعرفة الحرة شُكّل اعتماداً على تعريف البرامج الحرة بواسطة مؤسسة البرامج الحرة الذين يتشاركون هذا القلق:
المعرفة الحرة هي معرفة علنية تصدر بشكل يتمتع فيه المستخدمون بحرية قراءتها وسماعها ومشاهدتها أو بطريقة أخرى اختبارها والتعلم منها ومعها؛ لنسخها وتوفيقها واستخدامها لأي هدف، ومشاركة الأعمال المشتقة بشكل مشابه.
مستخدمو المعرفة الحرة لديهم الحرية لـ:
1. استخدام العمل لأي غرض.
2. دراسة آليات عملها، ليقدروا على تعديلها وتكييفهاوفق حاجتهم.
3. عمل ونشر نسخ منها، بشكل كامل أو جزئي.
4. تحسين و/أو إمداد العمل ومشاركة النتيجة.

الحريتان رقم 2 و4 تتطلبان تمثيلاً رقمياً للمعرفة الحرة لتكون في ملف مفتوح التنسيق وقابل للتعديل بشكل كامل مع البرامج حرة على النحو المحدد من قبل مؤسسة البرمجيات الحرة.
وهناك عدة مبادرات تهتم بشأن المعرفة الحرة مثل حركة الوصول إلى المعرفة.